# Dalbergia annamensis
Dalbergia annamensis é uma espécie vegetal da família Fabaceae.
Apenas pode ser encontrada no seguinte país: Vietname.
Está ameaçada por perda de habitat.